# Protestantse kerk (Urmond)
De Protestantse kerk, voorheen de Nederlands hervormde Kerk, is een kerkgebouw in de wijk Oud-Urmond in Urmond in de gemeente Stein in de Nederlandse provincie Limburg. De kapel ligt boven op het plateau en is bereikbaar via trappen naast de pastorie aan de T-splitsing Grotestraat, Bergstraat en Beekstraat. Ongeveer 20 meter ten oosten van de kerk ligt er een kleine begraafplaats.

## Geschiedenis
In 1685 werd de kerk gebouwd na de Gulikse godsdienstvrede van 1672-1682.
Sinds 1967 is het gebouw een rijksmonument.
In 1976 werd de bij het kerkje behorende de pastorie gerestaureerd.

## Opbouw
Het eenbeukige witgeschilderde bakstenen kerkje is noordoost-zuidwest georiënteerd. Het kerkje heeft in het noordoosten een halfronde sluiting en in het zuidwesten een vlakke topgevel. Het is opgetrokken in classicistische stijl met aan de buitenzijde Ionische pilasters. Het dak is gedekt met leien en op het dak staat er een dakruiter.
De pastorie aan de voet van de heuvel is opgetrokken in baksteen.

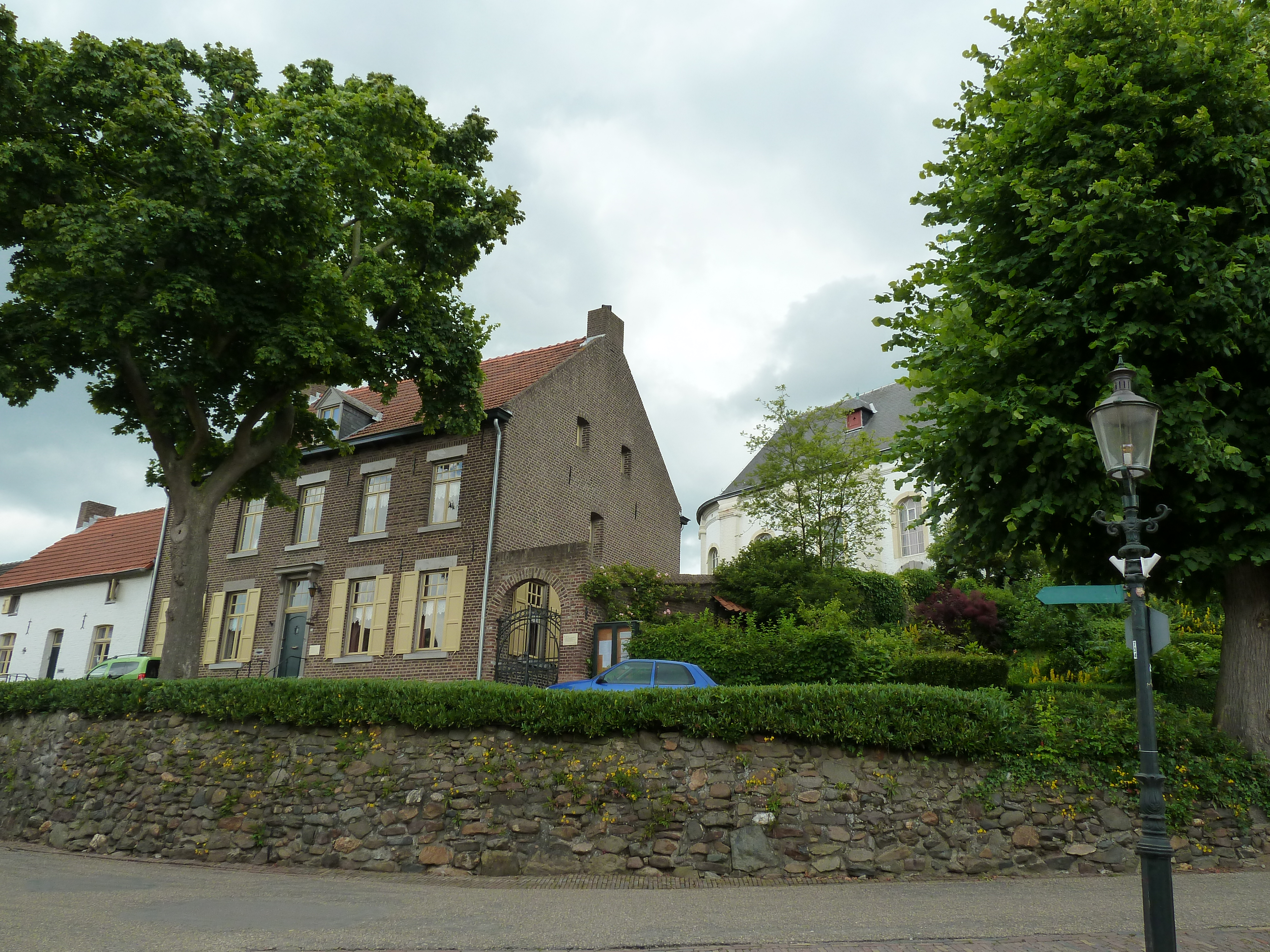
De Pastorie met het kerkje
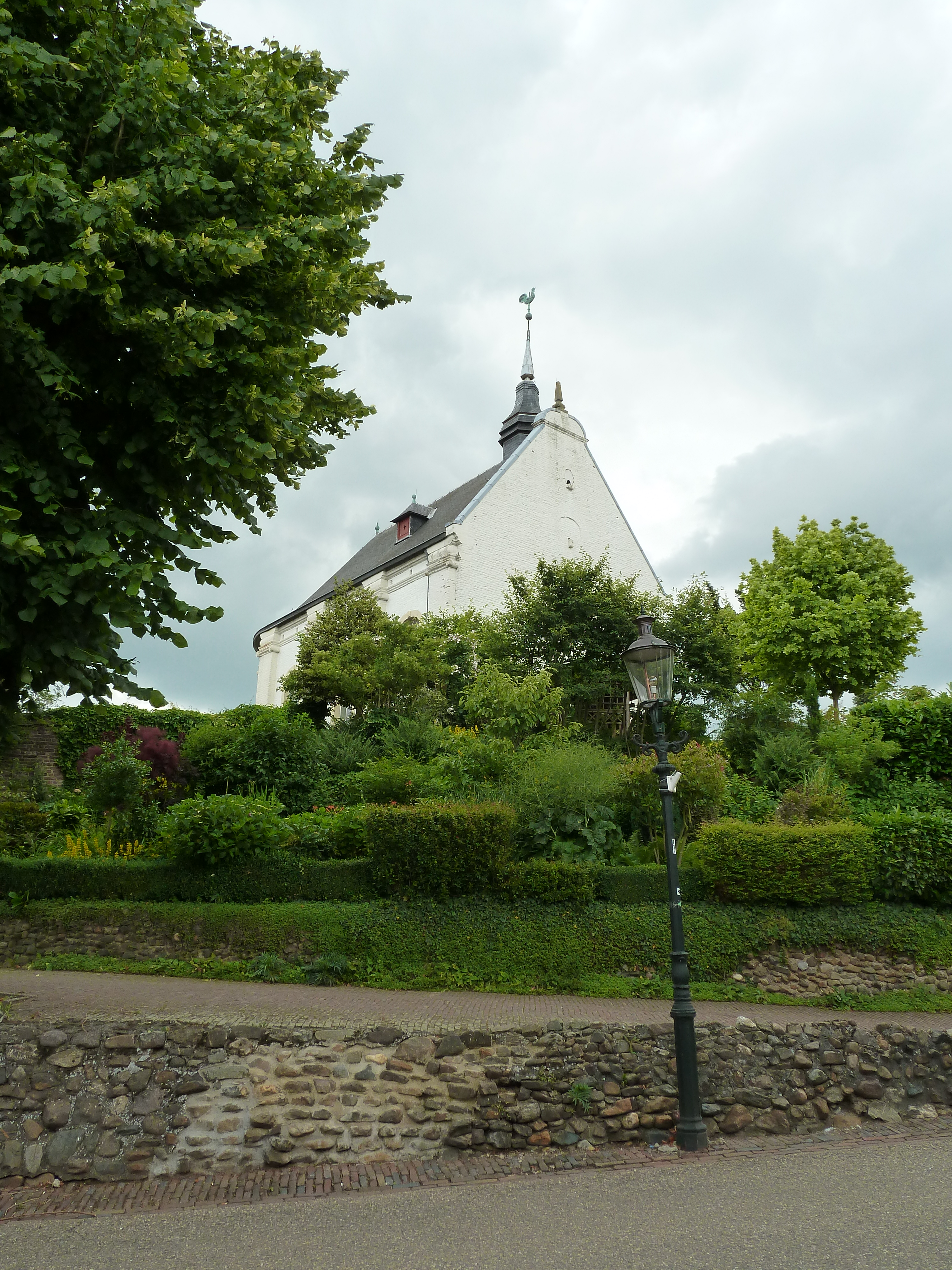
Op de hoogte
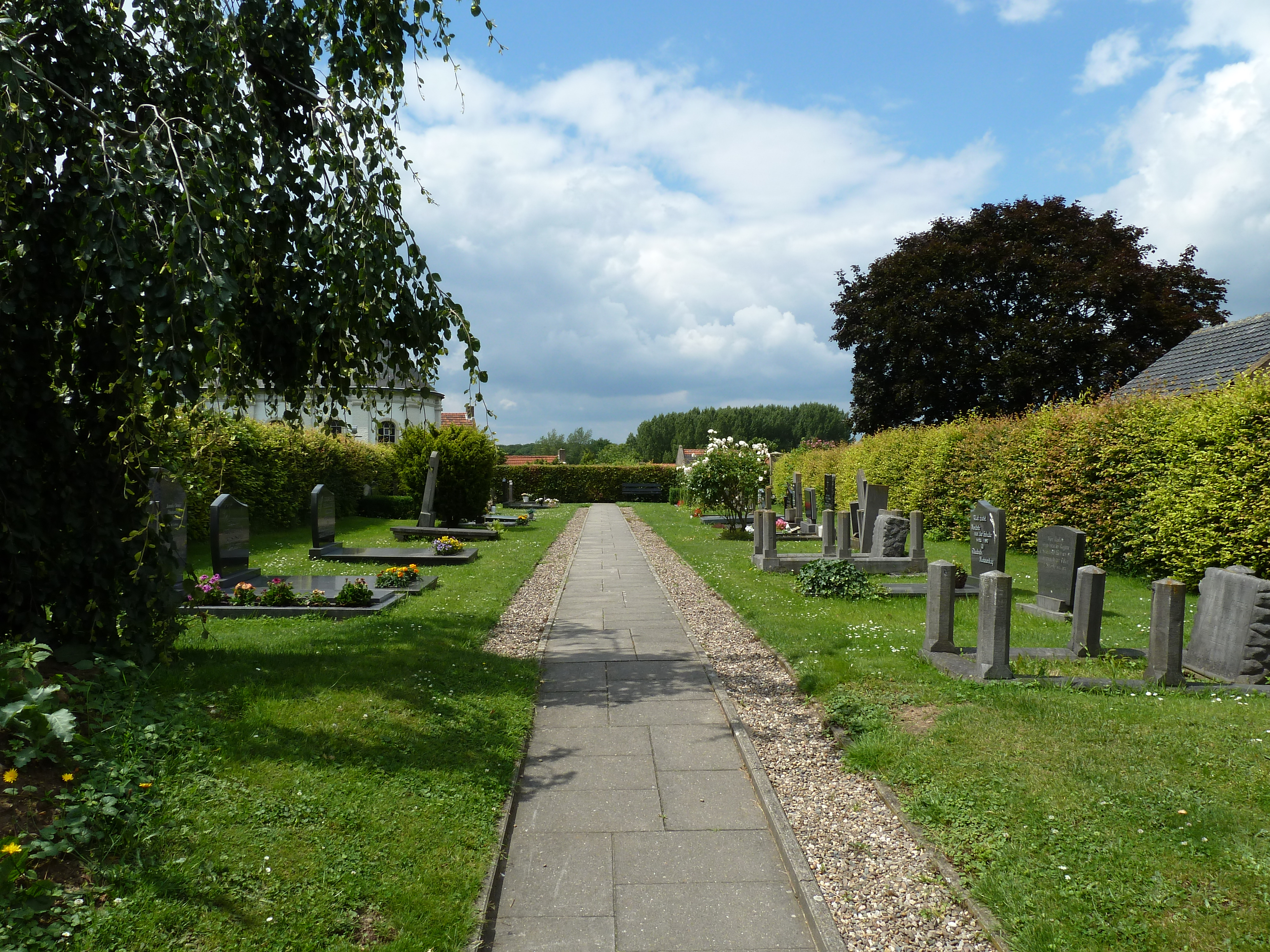
Kerkhof